# Lista de primeiros-ministros do Chade
Esta é a lista de primeiros-ministros do Chade desde a independência, em 1960:
| Ordem | Nome                         | Início de funções       | Fim de funções          | Observações      |
| ----- | ---------------------------- | ----------------------- | ----------------------- | ---------------- |
|       | Cargo vago                   | 11 de agosto de 1960    | 29 de agosto de 1978    |                  |
| 1     | Hissène Habré                | 29 de agosto de 1978    | 23 de março de 1979     |                  |
|       | Cargo vago                   | 23 de março de 1979     | 19 de maio de 1982      |                  |
| 2     | Djidingar Dono Ngardoum      | 19 de maio de 1982      | 19 de junho de 1982     |                  |
|       | Cargo vago                   | 19 de junho de 1982     | 4 de março de 1991      |                  |
| 3     | Jean Alingué Bawoyeu         | 4 de março de 1991      | 20 de maio de 1992      |                  |
| 4     | Joseph Yodoyman              | 20 de maio de 1992      | 7 de abril de 1993      |                  |
| 5     | Fidèle Moungar               | 7 de abril de 1993      | 6 de novembro de 1993   |                  |
| 6     | Delwa Kassiré Koumakoye      | 6 de novembro de 1993   | 8 de abril de 1995      |                  |
| 7     | Koibla Djimasta              | 8 de abril de 1995      | 17 de maio de 1997      |                  |
| 8     | Nassour Guelendouksia Ouaido | 17 de maio de 1997      | 13 de dezembro de 1999  |                  |
| 9     | Nagoum Yamassoum             | 13 de dezembro de 1999  | 12 de junho de 2002     |                  |
| 10    | Haroun Kabadi                | 12 de junho de 2002     | 24 de junho de 2003     |                  |
| 11    | Moussa Faki                  | 24 de junho de 2003     | 3 de fevereiro de 2005  |                  |
| 12    | Pascal Yoadimnadji           | 3 de fevereiro de 2005  | 23 de fevereiro de 2007 | faleceu no cargo |
| -     | Adoum Younousmi              | 23 de fevereiro de 2007 | 26 de fevereiro de 2007 | interino         |
| 13    | Delwa Kassiré Koumakoye      | 26 de fevereiro de 2007 | 15 de abril de 2008     |                  |
| 14    | Youssouf Saleh Abbas         | 15 de abril de 2008     | 5 de março de 2010      |                  |
| 15    | Emmanuel Nadingar            | 5 de março de 2010      | 21 de janeiro de 2013   |                  |
| 16    | Djimrangar Dadnadji          | 21 de janeiro de 2013   | 21 de novembro de 2013  |                  |
| 17    | Kalzeubet Pahimi Deubet      | 21 de novembro de 2013  | 15 de fevereiro de 2016 |                  |
| 18    | Albert Pahimi Padacké        | 15 de fevereiro de 2016 | 4 de maio de 2018       |                  |
|       | Cargo vago                   | 4 de maio de 2018       | 26 de abril de 2021     |                  |
| (18)  | Albert Pahimi Padacké        | 26 de abril de 2021     | 12 de outubro de 2022   |                  |
| 19    | Saleh Kebzabo                | 12 de outubro de 2022   | 1 de janeiro de 2024    |                  |
| 20    | Succès Masra                 | 1 de janeiro de 2024    | 23 de maio de 2024      |                  |
| 21    | Allamaye Halina              | 23 de maio de 2024      | presente                |                  |